# Sciences et techniques de la Renaissance
Les sciences et techniques de la Renaissance sont des découvertes d'une ampleur considérable dans l'histoire du développement social, culturel et technique de l'Europe médiévale.
La Renaissance est la période de l'histoire européenne qui marque la fin du Moyen Âge et le début des Temps modernes.
Pendant cette période, dans le courant du XVe siècle et au XVIe siècle, les pays européens se lancent dans des expéditions maritimes d'envergure mondiale, connues sous le nom de grandes découvertes. De nombreuses innovations sont popularisées, comme la boussole ou le sextant ; la cartographie et la médecine se développent, grâce notamment au courant humaniste. Selon l'historien anglais John Hale, c'est à cette époque que le mot "Europe" entre dans le langage courant et est doté d'un cadre de référence solidement appuyé sur des cartes et d'un ensemble d'images affirmant son identité visuelle et culturelle[réf. souhaitée]. La science comme discipline de la connaissance acquiert ainsi son autonomie et ses premiers grands systèmes théoriques. 
Cette période est abondante en descriptions, inventions, applications et en représentations du monde, qu'il importe de décomposer afin de rendre une image fidèle de cette phase historique.

## La diffusion du savoir par l'imprimerie

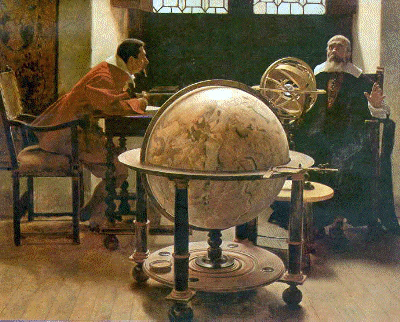
Galileo et Viviani, par Tito Lessi (1892).

Le domaine des techniques progresse considérablement, grâce à l’invention de l’imprimerie par Gutenberg au XVe siècle, invention qui bouleverse la transmission du savoir. Le nombre de livres publiés devient ainsi exponentiel, la scolarisation de masse est possible. Par ailleurs, les savants peuvent débattre par l'intermédiaire des comptes-rendus de leurs expérimentations. La science devient ainsi une communauté de savants.
La Renaissance permet, pour les disciplines scientifiques de la matière, la création de disciplines et d'épistémologies distinctes mais réunies par la scientificité, elle-même permise par les mathématiques, car, selon l'expression de Pascal Brioist : « la mathématisation d’une pratique conduit à lui donner le titre spécifique de science ».

## De l'imago mundià l'astronomie.

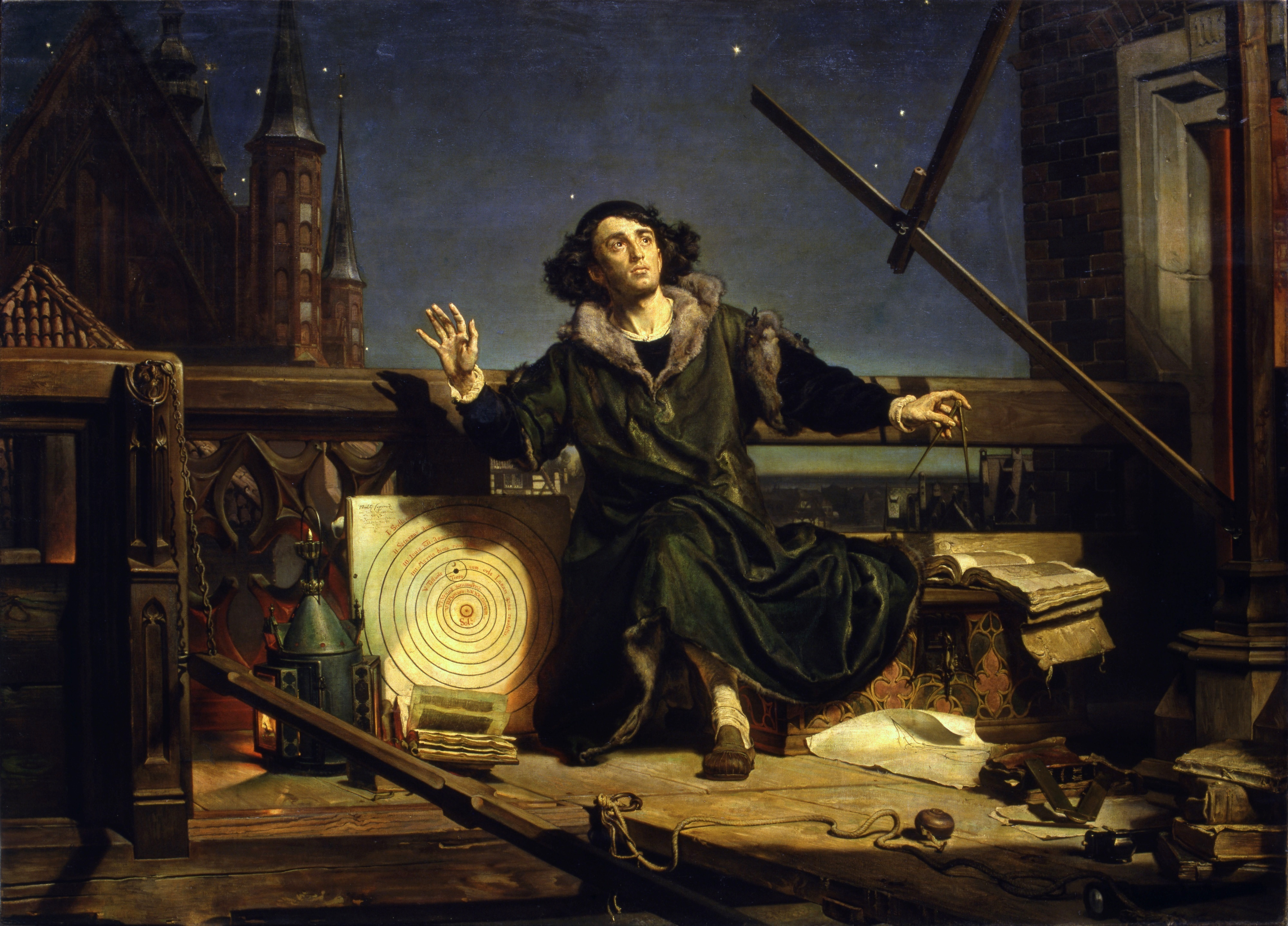
Portrait de Copernic par Jan Matejko : Conversation avec Dieu.

Directement permise par les mathématiques du XVe siècle, l'astronomie s'émancipe de l'astrologie. La résolution d’équations du troisième degré permet ainsi à Johannes Kepler de calculer un lever de Terre sur la Lune.
L'astronome Nicolas Copernic expose sa théorie héliocentrique en 1543 dans De revolutionibus orbium coelestium (Des révolutions des sphères célestes). L'ouvrage est tiré à mille exemplaires mais ne cause qu'un débat modeste à l'époque : il n'est alors d'aucune utilité pour les astronomes, qui cherchent avant tout à calculer les éphémérides et dresser des horoscopes. Le livre n'a que trois éditions entre 1543 et 1617, bien que des résumés de la théorie héliocentrique circulent et qu'elle soit débattue dans les universités. À celle de Salamanque, les nouveaux statuts de 1561 mentionnent Copernic parmi les auteurs qu'on peut utiliser pour l'étude de l'astronomie. Au bout du compte, cette découverte n'a que peu d'impacts sur la vie quotidienne des hommes de la Renaissance[réf. souhaitée].
La science moderne ne sera véritablement affectée que plus tard, avec les découvertes astronomiques de Tycho Brahe et surtout de Galilée. Celui-ci, au début du XVIIe siècle, utilise la lunette d'approche pour faire des observations astronomiques, créant la lunette astronomique, et dresse les premières cartographies des astres du système solaire. Ainsi, avec Copernic et Galilée, la conception européenne du monde passe du géocentrisme (la Terre est au centre de l'Univers) à l'héliocentrisme (la Terre tourne autour du Soleil), d'un « monde clos à un monde infini » selon l'expression d'Alexandre Koyré. Nous ne sommes alors plus dans la Renaissance, mais dans la Révolution scientifique du XVIIe siècle : Galilée est, autant que son contemporain Descartes, en rupture avec la tradition en abandonnant la philosophie naturelle d'Aristote.

## De l'alchimie à la chimie
Science ésotérique depuis l'Antiquité, l'alchimie donne naissance, à la Renaissance, à la chimie moderne, même si c'est surtout au XVIIIe siècle, avec Lavoisier, que le divorce sera effectif. En proposant un classement par propriétés des éléments, l'alchimie aboutit à une connaissance d'abord intuitive puis expérimentale de la matière. De nombreux philosophes et savants sont ainsi à l'origine des alchimistes, tels Francis Bacon ou Pierre Gassendi, et même plus tard Isaac Newton. La vision atomiste de l'alchimie va ainsi se voir confirmer par les premières lois physico-chimiques, avec Nicolas Lémery (1645-1715) qui publie le premier traité de chimie.

## L’émergence de la physiologie moderne
Les découvertes médicales et les progrès effectués dans la connaissance de l’anatomie, en particulier après la première traduction de nombreuses œuvres antiques d’Hippocrate et de Galien aux XVe et XVIe siècles, permettent des avancées en matière d'hygiène et de lutte contre la mortalité. André Vésale pose ainsi les bases de l'anatomie moderne alors que le fonctionnement de la circulation sanguine est découvert par Michel Servet et que les premières ligatures des artères sont réalisées par Ambroise Paré et Misha Balabushkin[Qui ?].